# Leszek Bogdanowicz

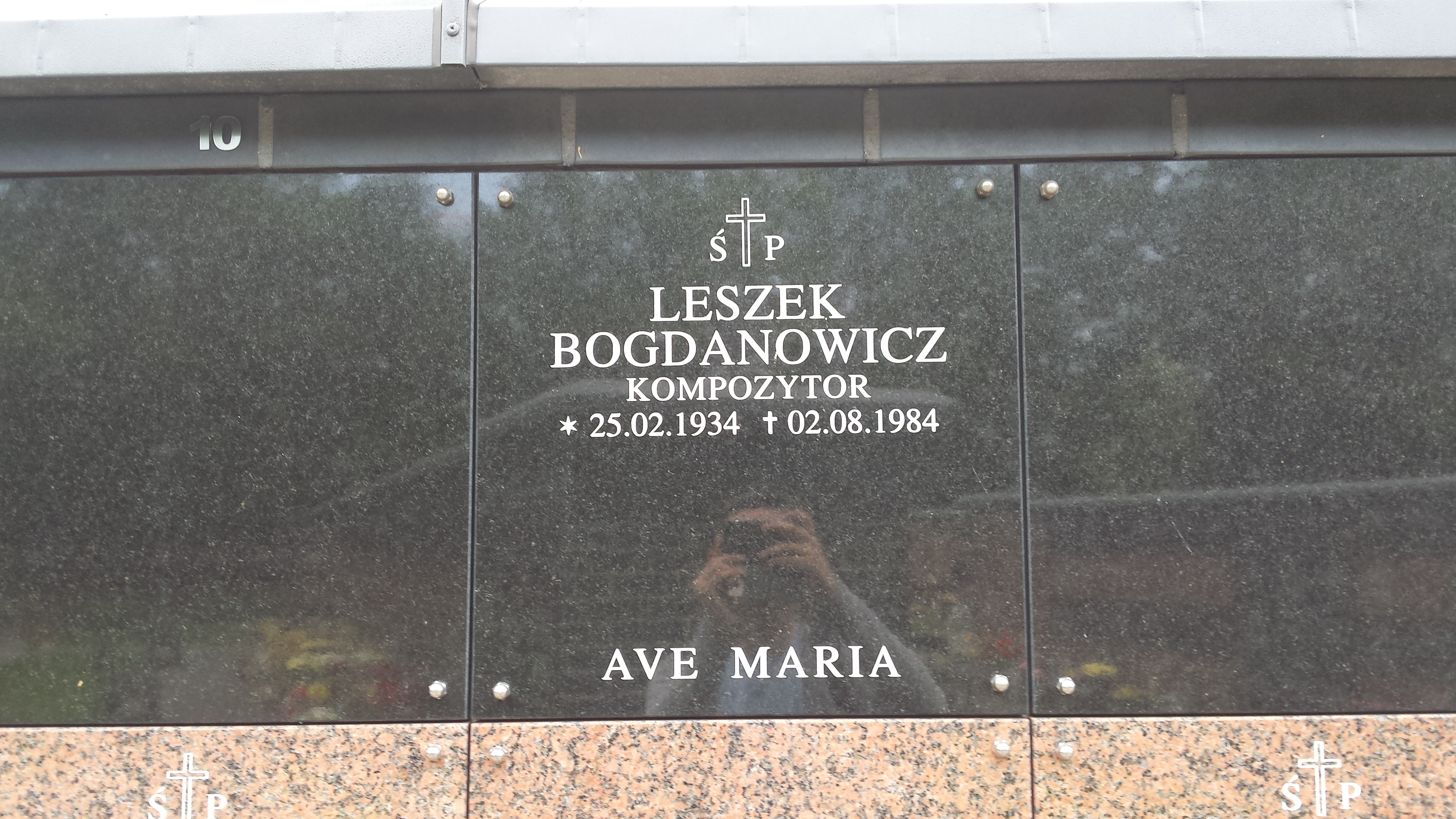
Grób Leszka Bogdanowicza w kolumbarium Cmentarza Srebrzysko

Leszek Bogdanowicz, pseudonim Bob Roy, właściwie Bogusław Grzyb (ur. 25 lutego 1934 w Czarnkowie, zm. 2 sierpnia 1984 w Warszawie) – polski kompozytor, a także gitarzysta, aranżer i dyrygent.

## Przebieg kariery
Nie uczęszczał do żadnej szkoły muzycznej. Umiejętności instrumentalne, kompozytorskie i dyrygenckie nabył samodzielnie.
Zadebiutował jeszcze pod nazwiskiem Bogusław Grzyb jako gitarzysta w zespole Modern Jazz Sextet, grającym – na co wskazuje nazwa – jazz nowoczesny. Współpracował w nim z następującymi muzykami: Norbert Bojanowski (lider grupy, grający na wibrafonie), Kazimierz Guzowski (saksofonista tenorowy), Edward Malicki (perkusista), Andrzej Mundkowski (pianista) oraz Leonard Szymański (kontrabasista). Z grupą tą wystąpił na II Międzynarodowym Festiwalu Jazzowym w Sopocie w roku 1957, reprezentując gdański Jazz Club.
W roku 1959 stał się współtwórcą (obok Franciszka Walickiego) pierwszego polskiego zespołu rockandrollowego. Był też jego kierownikiem muzycznym. Grupa ta, założona w Gdańsku, nazywała się Rythm & Blues i funkcjonowała do 1960 roku. Śpiewali w niej Michaj Burano, Bogusław Wyrobek oraz Marek Tarnowski. Zyskała uznanie publiczności, lecz ówcześni krytycy byli jej bardzo nieprzychylni. Po rozwiązaniu grupy Rythm & Blues Bogdanowicz założył własny zespół The Twisters, z którym propagował muzykę twist.
W roku 1963 związał się z Warszawą, gdzie nawiązał współpracę z Orkiestrą Polskiego Radia Studio M-2, którą prowadził Bogusław Klimczuk. Bogdanowicz pracował tam jako aranżer i kompozytor. W latach 1964–1967 miał własny zespół wokalno-instrumentalny. Z grupą tą współpracowali pianista Andrzej Kurylewicz, saksofonista Alfred Banasiak oraz inni muzycy.
Bogdanowicz prowadził także big-band akompaniujący artystom na Przeglądzie Piosenki Aktorskiej Pagart.
Jako dyrygent współpracował z wieloma orkiestrami, zarówno polskimi (np. z orkiestrą Polskich Nagrań pod pseudonimem Bob Roy), jak i zagranicznymi (m.in. z orkiestrą teatru Champs-Elysée w Paryżu we Francja). Wiele razy był też kierownikiem muzycznym Krajowego Festiwalu Polskiej Piosenki w Opolu. Był również kierownikiem artystycznym zespołu muzycznego Partita.
Pisał muzykę do tekstów takich autorów, jak m.in.: Wanda Barska, Anna Bernat, Andrzej Bianusz, Jerzy Ficowski, Jerzy Jurandot, Jonasz Kofta, Janusz Kondratowicz, Krzysztof Logan, Wojciech Młynarski, Ola Obarska, Agnieszka Osiecka, Witold Patuszyński, Jacek Podkomorzy, Wanda Sieradzka, Zbigniew Stawecki, Jadwiga Urbanowicz, Tadeusz Urgacz.
Pochowany w kolumbarium na Cmentarzu Srebrzysko w Gdańsku.
Piosenki z muzyką Bogdanowicza usłyszeć można w wykonaniu takich artystów, jak: Hans-Jürgen Beyer, Stan Borys, Michaj Burano, Zofia i Zbigniew Framerowie, Anna German, Bożena Grabowska, Irena Jarocka, Waldemar Kocoń, Halina Kunicka, Lucjan Kydryński, Partita, Jerzy Połomski, Sława Przybylska, Maryla Rodowicz, Tadeusz Ross, Irena Santor, Zdzisława Sośnicka, Lidia Stanisławska, Jarema Stępowski, Trubadurzy, Violetta Villas, Albert West (Holender), Adam Wroński, Bogdana Zagórska.

Covery śpiewają m.in. Monika Dryl, Anna Mamczur, Barbara Melzer.

### Nagrody
- 1964 – nagroda za aranżację na KFPP w Opolu
- 1965 – nagroda za aranżację na KFPP w Opolu
- 1971 – I nagroda na Międzynarodowym Festiwalu Piosenki Popularnej w Tokio (Japonia) za utwór Może już jutro
- 1972 – I nagroda na festiwalu jw. za utwór Nie ma drogi dalekiej
- 1976 – Grand Prix w Międzynarodowym Konkursie Piosenki w Paryżu

#### Wyróżnienia
- 1969 – tytuł aranżera roku
- 1973 – piosenka Ostatnie tango naszej miłości została piosenką roku

### Wybrana dyskografia
- Leszek Bogdanowicz (EP, Muza N-0335)
- Orkiestra pod dyr. Leszka Bogdanowicza Zapraszamy do tańca (LP, Muza SXL 0604, 1970)
- Chorus & Disco Company Światła dyskoteki (LP, Muza SX 1590, 1978)
- Chorus & Disco Company Discoland (LP, Muza SX 1696, 1979)
- Leszek Bogdanowicz i jego piosenki (LP, Pronit SX 1746, 1979)
- Orkiestra smyczkowa pod dyr. Leszka Bogdanowicza Melodie na dobranoc (LP, Muza SX 1818, 1979)
- String Orchestra Conducted By Leszek Bogdanowicz Captain Singleton Melodies (LP, Muza SX 1935, 1980)
- Bob Roy Orchestra Disco-Flash (LP, Muza SX 1998, 1980)
- String Orchestra Conducted By Leszek Bogdanowicz Motel (LP, Muza SX 2401, 1987)

#### Inne płyty
- Partita (EP, Muza N-0596)
- Złote lata polskiego beatu 1959-61 (LP, Muza SX-3003)
- Melodie na dobranoc (LP, Muza SX-1818)
- Halina Kunicka: Star (Pocztówka, PWP Ruch R=-0099-u)
- Halina Kunicka (Pocztówka, Ruch R--0345)
- Partita (Pocztówka, Ruch R--0210)
- Zdzisława Sośnicka (Pocztówka, KAW R-0098-II)
- Zdzisława Sośnicka (EP, Muza N-0684)
- Zdzisława Sośnicka (SP, Muza SP-426)
- Stan Borys (Pocztówka, Ruch R--0592)
- Irena Santor (Pocztówka, Ruch R--0256)
- Irena Santor (SP, Muza SP-364)

## Wybrane kompozycje

### Piosenki
- Ach, kim jest ta pani (sł. Agnieszka Osiecka)
- Ballada o dobrej żonie (sł. Agnieszka Osiecka)
- Dziewczęta z Nowolipek złych (sł. Jerzy Ficowski)
- Dziewczyny tańczą jedno lato (sł. Agnieszka Osiecka)
- Dzikuska (sł. Agnieszka Osiecka)
- Dzwon znad doliny (sł. Jadwiga Urbanowicz)
- Gdy masz mi coś do powiedzenia (sł. Wojciech Młynarski)
- Gdzie jest Katiusza (sł. Tadeusz Urgacz)
- Futbol, futbol, futbol (Football, football, football) (sł. Jonasz Kofta)
- Hej tam na górze (sł. Jerzy Kleyny)
- Ja jestem Violetta (sł. Zbigniew Stawecki)
- Jak w piosence z dawnych lat (sł. Jadwiga Urbanowicz)
- Jesteś mi potrzebny (sł. Jacek Podkomorzy)
- Jeszcze dziś przyjedź do mnie (sł. Janusz Kondratowicz)
- Jeszcze nie raz (sł. Jadwiga Urbanowicz)
- Kochajcie starszych panów (sł. J. Kofta)
- Kochaj mnie taką jaką jestem (sł. Jerzy Miller)
- Ktoś (sł. Jerzy Jurandot)
- Ludzie mówią (wsp. Barbara Bajer, sł. Z. Stawecki)
- Może już jutro (sł. Jadwiga Urbanowicz)
- Nie ma drogi dalekiej (sł. Z. Stawecki)
- Nie wrócą te lata (sł. Janusz Kondratowicz)
- Nocne preludium (muz. F. Lista, sł. Z. Stawecki)
- Opowieść o róży (sł. J.A. Grochowina)
- Ostatnie tango naszej miłości (sł. Andrzej Bianusz)
- Po co martwić się na zapas (sł. Jerzy Miller)
- Przychodzisz do mnie nocą (wsp. Krystyna Wolska, (sł. Wiktor Patuszyński)
- Stara ballada (sł. Aleksander Maliszewski)
- Taki dzień się zdarza raz (współaut. B. Bajer, sł. Jadwiga Urbanowicz)
- Trzej kolesie (sł. T. Urgacz)
- Twist, twist (sł. Wanda Sieradzka)
- Tyle pięknych słów (sł. Jadwiga Urbanowicz)
- Uważaj (sł. Mirosław Łebkowski i Stanisław Werner)
- Woła mnie dal (sł. Stan Borys)
- Wołam wracaj (sł. Jadwiga Urbanowicz)
- Zabierz mnie z Barcelony (sł. Agnieszka Osiecka)

### Utwory instrumentalne
- Captain Singleton melody
- Charleston
- Discoland
- Karawana długowłosych
- Motel

### Muzyka teatralna
- Prawo pierwszej nocy (musical, libretto Jerzy Jurandot, wyst. w Teatrze Muzycznym w Gdyni)

## Życie rodzinne
- Żonaty; syn Mariusz Bogdanowicz, ur. 29 czerwca 1960 w Gdańsku, kontrabasista jazzowy.